# Михеевка (село, Нижегородская область)
Михе́евка (ранее также Назы́ринка) — село в Ардатовском районе Нижегородской области России. Административный центр Михеевского сельсовета.

## Этимология
Название села происходит от русского личного имени Михей или фамилии Михеев. Возможно, основателем села был царским окладником (сборщиком податей) XVIII века по фамилии Михеев, у которого была изба в этом селении. В подтверждение этой версии выступает также наличие у села в прошлом второго названия Назыринка, которое происходит от глагола зырить — «смотреть», «наблюдать».
Иную версию происхождения названия предлагает местная легенда, согласно которой основателем села был бывший разбойник по имени Михей.

## Географическое положение
Село Михеевка находится на юго-западе Нижегородской области России, к западу от автомобильной дороги Ардатов — Дивеево, вблизи истока реки Вичкинзы. Административный центр муниципального округа Ардатов находится в 12 км к северу от Михеевки. Село соединено шоссейными дорогами на севере с селом Автодеево (расстояние 6 км) и на юго-востоке — с селом Большое Череватово (7 км), а также просёлочными дорогами на северо-востоке — с упразднённой деревней Вилейкой (5 км), на юге — с селом Канергой (5 км), на западе — с селом Кудлей (7 км). Высота над уровнем моря около 189 метров.
Село Михеевка, как и вся Нижегородская область, находится в часовой зоне МСК (московское время). Смещение применяемого времени относительно UTC составляет +3:00.

## Административная принадлежность
Село Михеевка является центром Михеевского сельсовета, входящего в состав Ардатовского муниципального округа Нижегородской области Российской Федерации.

## Климат
Село находится в зоне умеренно-континентального климата, который характеризуется холодной продолжительной зимой и тёплым, но достаточно коротким летом. За год выпадает в среднем 450—550 мм осадков, из них 68 % — в виде дождя и 32 % — в виде снега. Среднегодовая относительная влажность воздуха — 76 %. Снежный покров достигает 50 см, а в особо снежные зимы может достигать одного метра и более.
Весна приходит резко, обычно к середине апреля, при этом вплоть до середины мая нередки заморозки. Лето сравнительно короткое и достаточно жаркое — в отдельные годы температура может достигать 36 °C. Шапка лета приходится на июль. В конце весны и лета нередки грозы — их может случаться до 20 за год, почти каждый год выпадает град. Осень приходит в сентябре и стоит до начала ноября, но уже в сентябре нередки заморозки. Зима наступает в начале ноября и продолжается до середины марта. Обычно первый снег выпадает в октябре и держится в течение пяти месяцев, сходит к 10—15 апреля. Почва промерзает на глубину 70—90 см.
Вегетационный период составляет 189 дней, продолжительность безморозного периода — 137 дней.

## Население
| Численность населения | Численность населения | Численность населения | Численность населения | Численность населения | Численность населения | Численность населения | Численность населения | Численность населения | Численность населения | Численность населения |
| 1859                  | 1890                  | 1897                  | 1912                  | 1916                  | 1978                  | 1992                  | 1999                  | 2002                  | 2010                  | 2021                  |
| --------------------- | --------------------- | --------------------- | --------------------- | --------------------- | --------------------- | --------------------- | --------------------- | --------------------- | --------------------- | --------------------- |
| 530                   | ↗591                  | ↗882                  | ↗1277                 | ↗1337                 | ↘283                  | ↗426                  | ↘421                  | ↘372                  | ↘349                  | ↘295                  |

## Инфраструктура
В селе три улицы: Новая, Советская и Безымянный переулок.